# Лафертовская маковница
«Лафе́ртовская ма́ковница» — короткая повесть-быличка, помещённая в 1825 году в журнале «Новости литературы». Литературный дебют Антония Погорельского, первый в русской прозе пример фантастического романтизма. Включена автором во второй том сборника «Двойник, или Мои вечера в Малороссии» (1828).

## Сюжет
Действие происходит в последние годы XVIII века в Лафертовской, или Лефортовской, части Москвы, у Проломной заставы, где живёт в своём доме восьмидесятилетняя «маковница» — торговка маковыми лепёшками. Однако «этот промысел старушки служил только личиною, прикрывавшею совсем иное ремесло», — гадание по ночам и общение с нечистыми силами.
Соседи жили в страхе могущества колдуньи и боялись ей прекословить. Один только её племянник, бедный почтальон Онуфрич, не поддавшись на уговоры своей жадной до богатства жены Ивановны, осмелился посоветовать старухе покаяться и отказаться от дьявольских наваждений. В ответ «губы её посинели, глаза налились кровью, нос громко начал стукаться об бороду» — старуха выставила Онуфрича из дома и прервала общение с его семейством.
Через несколько лет Ивановна стала подыскивать жениха для своей дочки Машеньки. Поскольку никто не хотел свататься к бесприданнице, она тайком привела дочь к богатой старухе и помирилась с ней. Следующей ночью Маша пришла к бабушке для выбора суженого. Та наколдовала ей жениха и повесила на шею ключ от сундука со своими сокровищами, однако место, где они хранятся, не открыла:
Придёт жених, назначенный тебе тою силою, которая управляет большею частию браков. Он научит тебя той науке, которая помогла мне накопить себе клад; общими вашими силами он нарастет ещё вдвое, — и прах мой будет покоен.
В скором времени старушки не стало, причём в ночь её смерти, по словам будочника, «с самого Введенского кладбища прыгающие по земле огоньки длинными рядами тянулись к её дому и, доходя до калитки, один за другим, как будто проскакивая под неё, исчезали». Машенька к тому времени тайком засматривалась на молодого купца Ульяна, время от времени проходившего мимо её окон, но подчинилась решению родителей переехать в освободившийся после смерти бабушки лафертовский дом.
В новом жилище Ивановне и Маше стал мерещиться призрак старухи. Ночью Маше казалось, что «холодная рука гладила её по лицу», что привидение маковницы и её чёрный кот подзывали её к колодцу на дворе. На другой день явился и жених — титулярный советник Аристарх Фалелеич Мурлыкин, который «с приятностию выгибал круглую свою спину» и «умильно на неё поглядывал, почти совсем зажмурив глаза».
Машеньке открылось, что это не кто иной, как принявший человеческий облик чёрный кот покойной старухи, пропавший куда-то после её смерти. Она наотрез отказалась идти замуж за бабушкиного фамильяра, чем сильно огорчила родителей.
Маша смотрела из окна и видела, как Аристарх Фалелеич сошел с лестницы и, тихо передвигая ноги, удалился; но, дошед до конца дома, он вдруг повернул за угол и пустился бежать как стрела. Большая соседская собака с громким лаем во всю прыть кинулась за ним, однако не могла его догнать.
Маша в сердцах выбросила ключ от ведьмовских сокровищ в колодец, куда за ним бросился и чёрный кот. Тем временем отец подыскал ей другого жениха — сына своего старого друга, разбогатевшего на подрядах. Этим женихом оказался её суженый Ульян. В то время, пока молодожёны пировали на свадьбе, в лафертовском доме провалился потолок и сам он разрушился.

## Публикация и значение
«Лафертовская маковница» считается «первым в русской литературе опытом фантастического повествования романтического типа», на который ориентировались другие русские гофманисты первой половины XIX века и их имитаторы в следующем столетии (как, например, Александр Чаянов).
А. Ф. Воейков, издатель «Новостей литературы», посчитал необходимым прибавить к тексту повести «Развязку», в которой рационально истолковал фантастические элементы повествования. При перепечатке рассказа в составе сборника Погорельский, однако, отказался воспроизвести это прибавление («для того, что не хочу присваивать чужого добра»).
Это новаторское для русской литературы произведение удостоилось высокой оценки А. С. Пушкина, который 27 марта 1825 г. писал брату из Михайловского:
Душа моя, что за прелесть бабушкин кот! Я перечёл два раза и одним духом всю повесть, теперь только и брежу Три. Фал. Мурлыкиным. Выступаю плавно, зажмуря глаза, повёртывая голову и выгибая спину. Погорельский ведь Перовский, не правда ли?

## Адаптации
- «Лафертовская маковница» (1986) — мультфильм, в котором присутствуют отдельные мотивы повести.
- «Гостинец от крестной» (2003) — мультфильм киновидеостудии «Анимос».